# Oleksandr Khyzhniak
Oleksandr Khyzhniak, en ukrainien : Олександр Олександрович Хижняк, né le 3 août 1995 à Poltava, est un boxeur ukrainien.
Lors des Jeux olympiques de Paris 2024, il remporte la médaille d'or dans la catégorie des moyens.

## Carrière
Sa carrière amateur est d'abord marquée par un titre de champion du monde à Hambourg en 2017 et de champion d'Europe à Kharkiv la même année dans la catégorie des poids moyens.
Le 7 août 2024, trois ans après une médaille d'argent aux Jeux olympiques de Tokyo dans la catégorie des moins de 75 kilos, il remporte la médaille d'or aux Jeux olympiques de Paris 2024 dans la catégorie des mi-lourds. Il s'impose en finale face au Kazakh Nurbek Oralbay et offre à l'Ukraine sa troisième médaille d'or au cours de la compétition.

## Palmarès

### Jeux olympiques
- Médaille d'argent en -75 kg en 2021 à Tokyo, Japon
- Médaille d'or en 80 kg en 2024 à Paris, France

### Championnats du monde
- Médaille d'or en -75 kg en 2017 à Hambourg, Allemagne

### Championnats d'Europe
- Médaille d'or en -75 kg en 2017 à Kharkiv, Ukraine

### Jeux européens
- Médaille d'or en -75 kg en 2019 à Minsk, Biélorussie
- Médaille d'or en -80 kg en 2023 à Nowy Targ, Pologne

## Référence
1. ↑  (en) Résultats des championnats du monde de boxe amateur 2017 (amateur-boxing.strefa.pl)
2. ↑  « JO 2024 - Boxe. L’Ukrainien Oleksandr Khyzhniak sacré Champion olympique des -80 kg », Ouest-France, 7 août 2024 (consulté le 7 août 2024)